# Urbain de Vandenesse
Pour les articles homonymes, voir Vandenesse (homonymie).
Urbain de Vandenesse, mort le 16 février 1753, est un médecin et encyclopédiste français.
Après avoir soutenu plusieurs thèses de médecine à la faculté de médecine de Paris, Vandenesse reçut le titre de docteur-régent en 1742.
Les quelque deux-cent-quatre-vingts articles pour l’Encyclopédie de Diderot et D'Alembert sont les seules publications qu’il ait réalisées. Il ne fournit plus de cent-cinquante articles au volume I et cent-vingt au volume II, avant que la mort n’interrompe sa collaboration, avec un seul article donné au volume III. Voir la liste de ses articles sur Wikisource.

## Source
- (en) Frank Arthur Kafker, The Encyclopedists as individuals: a biographical dictionary of the authors of the Encyclopédie, Oxford 1988, p. 381.  (ISBN 0-7294-0368-8).